# Róbinson Zapata
Róbinson Zapata Montaño (Florida, 30 september 1978) is een Colombiaans voormalig doelman.

## Clubcarrière
- América de Cali

Hij begon in 1998 aan zijn voetbalcarrière in zijn eigen land bij de club América de Cali.Hij mocht daar 62 wedstrijden spelen en behaalde goede prestaties.
- Cúcuta Deportivo

In 2006 besloot hij ervoor om naar Cúcuta Deportivo te gaan. Daar won hij de Colombiaanse competitie.
- Steaua Boekarest

In 2007 ging hij voor € 500.000 tekenen voor een vierjarig contract bij de  Roemeense ploeg Steaua Boekarest. Hij speelde daar 85 wedstrijden. Hij keepte daar tot 2010.
- Galatasaray

In 2011 tekende hij voor de Turkse topploeg Galatasaray. Het was een 1,5-jarig contract.

## Interlandcarrière
In 2007 speelde hij drie wedstrijden voor de Colombiaanse nationale ploeg. Hij debuteerde in de Copa América 2007 tegen de VS (1-0), en kreeg in die wedstrijd in de 88ste minuut de rode kaart (twee keer geel).

## Erelijst
- Cúcuta Deportivo
  - Copa Mustang: 1 (2006)